# ヘンリー銃
ヘンリー銃（ヘンリーじゅう）、ヘンリー連発銃（ヘンリーれんぱつじゅう、英: Henry repeating rifle）は、1850年代後半にベンジャミン・タイラー・ヘンリーが開発したレバーアクションライフルである。

## 歴史

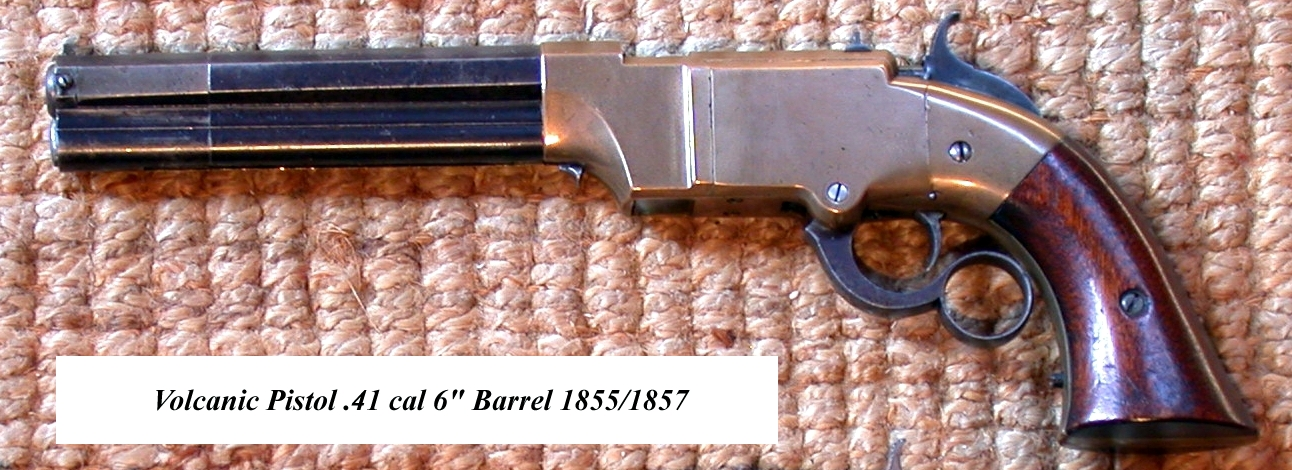
ボルカニック銃

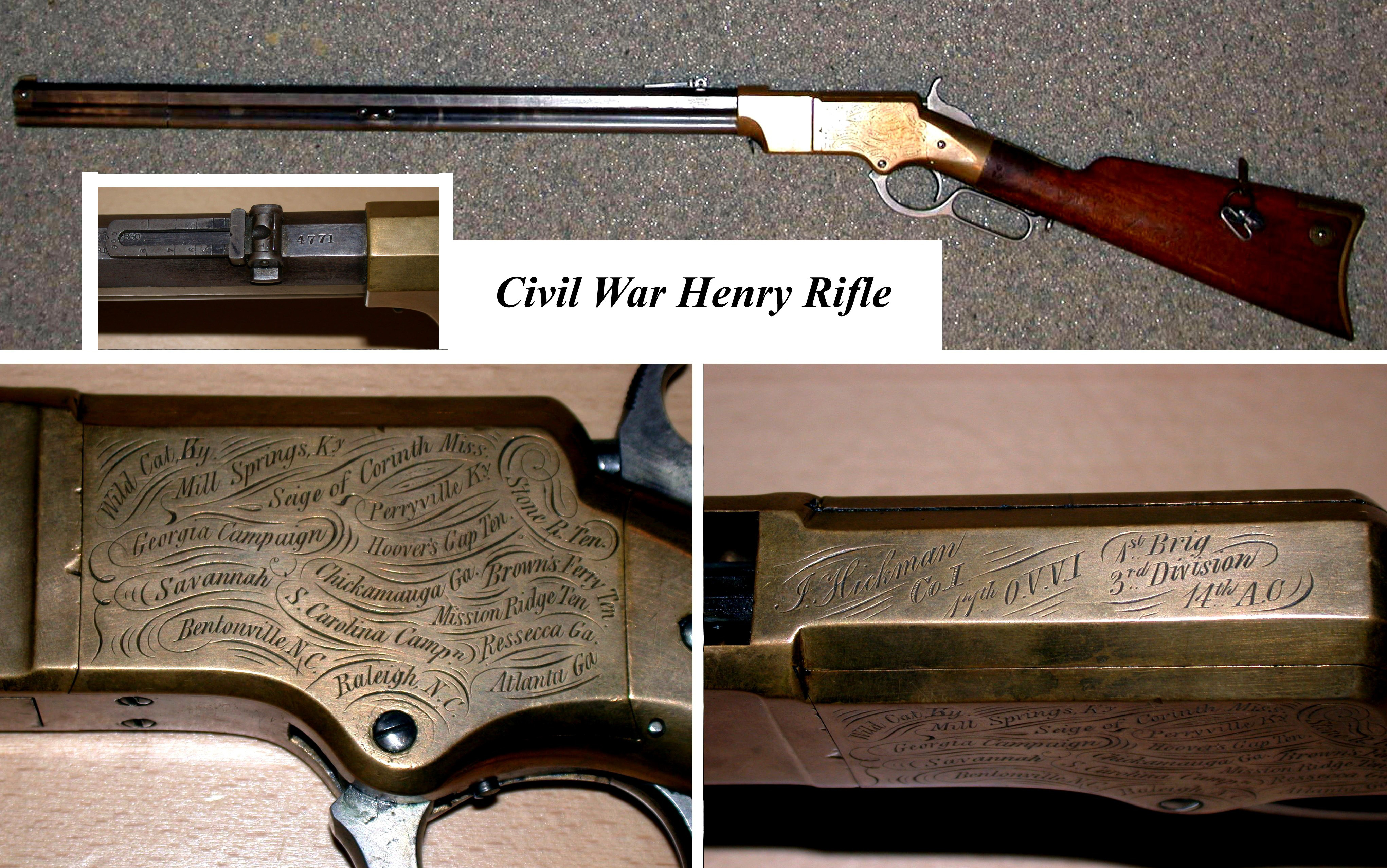
M1860ヘンリー銃

ヘンリー銃は、後にスミス&ウェッソンを設立するホーレス・スミスとダニエル・ウェッソンの二人が同社設立前に開発したボルカニック銃を改良したもので、1860年にニューヘイヴン・アームズ社初のレバーアクションライフルM1860 ヘンリー・ライフルとして発売された。
25グレイン（1.6g）の火薬とそれを上回る216グレイン（14g）の弾丸を備えた銅製（後に真鍮製）のリムファイア弾を装填するこの小銃は、1862年の夏頃から10月までの間に900挺が製造され、1864年までに一月当たりの生産数は290挺に達した。1866年の生産終了時までに約1万4,000挺が製造された。
南北戦争中、正式装備では無いのにもかかわらずヘンリー銃は多くの北軍兵士に用いられていた。その多くは自費にて購入された物で、正しく用いれば1分間に28発もの銃弾を発射できるこの真鍮製の銃を、日々節約する事で手に入れられた兵士は、それが自らの生き残る助けになると信じていた。
それらは通常の歩兵隊よりも、むしろ斥候や散兵、陣形側面の守備兵および奇襲部隊にて頻繁に使用された。
前装銃を装備していた南軍兵士達はこの火力に優れた「16連発銃」に直面すると、「北部野郎の銃は日曜日に弾を込めれば一週間ずっと撃てるのか、忌々しい！」と驚愕するに至った。
また、極少数のヘンリー銃は南部軍によって鹵獲され、低い水準の下使用されたが、この銃を支給された兵士達の中でも極僅かしかその特殊な弾薬の補給手段を持ち合わせておらず、南部同盟側での大々的な使用はほぼ不可能ではあったが、それでもこの銃は少なくとも15もの南軍部隊の一部にて使用されたのが知られている。これらの部隊にはルイジアナ、テキサス、ヴァージニアの各騎兵隊や、アメリカ連合国のジェファーソン・デイヴィス大統領の個人ボディーガードも含まれていた。
1866年にニューヘイヴン・アームズ社はウィンチェスター社に吸収合併され（ただし、既にニューヘイヴン・アームズ社の設立時点でウィンチェスターに買収されて資本傘下に入っていた）、ヘンリーライフルは改良型のウィンチェスターM1866に製造ラインを譲る形で製造中止となった。

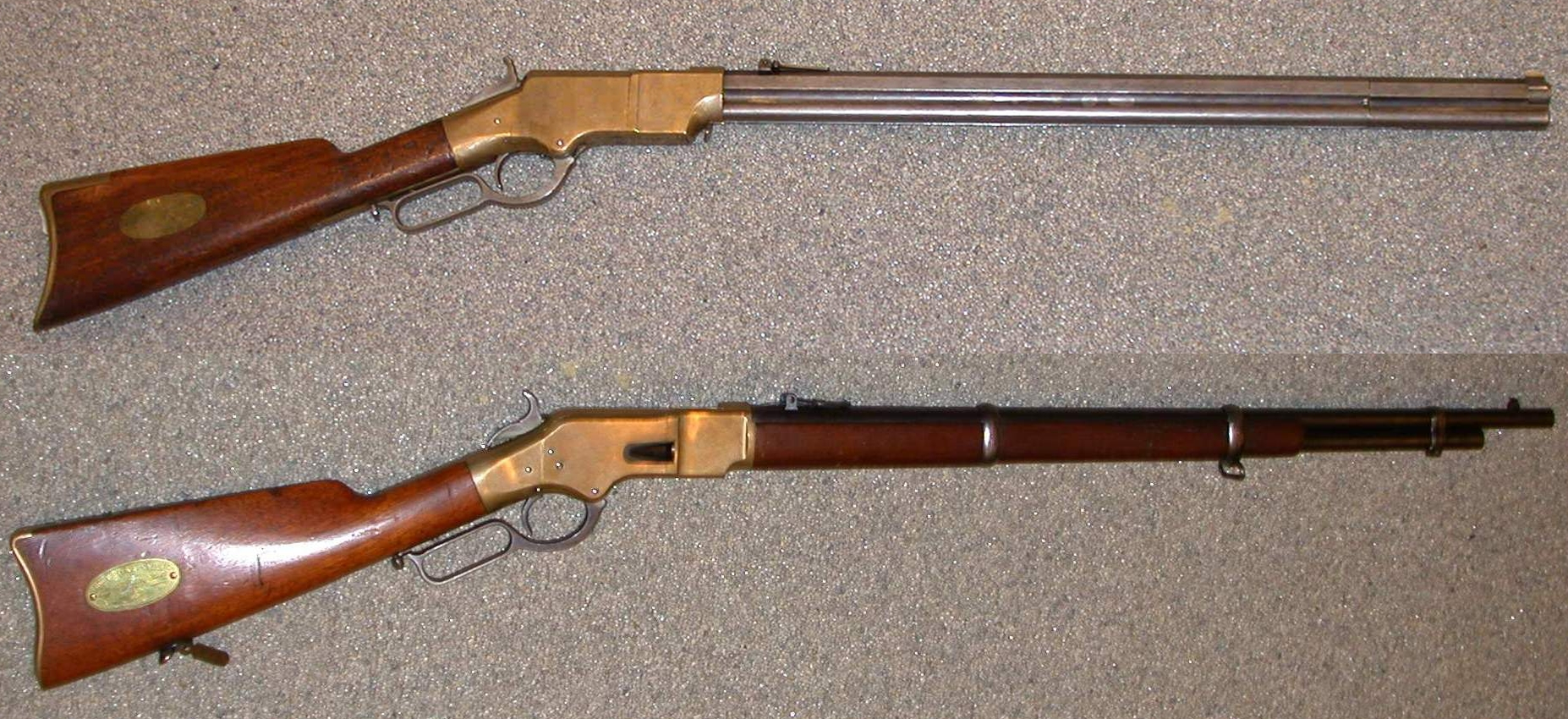
M1860 ヘンリー・ライフル(上)とM1866 イエロー・ボーイ(下)

## 作動機構

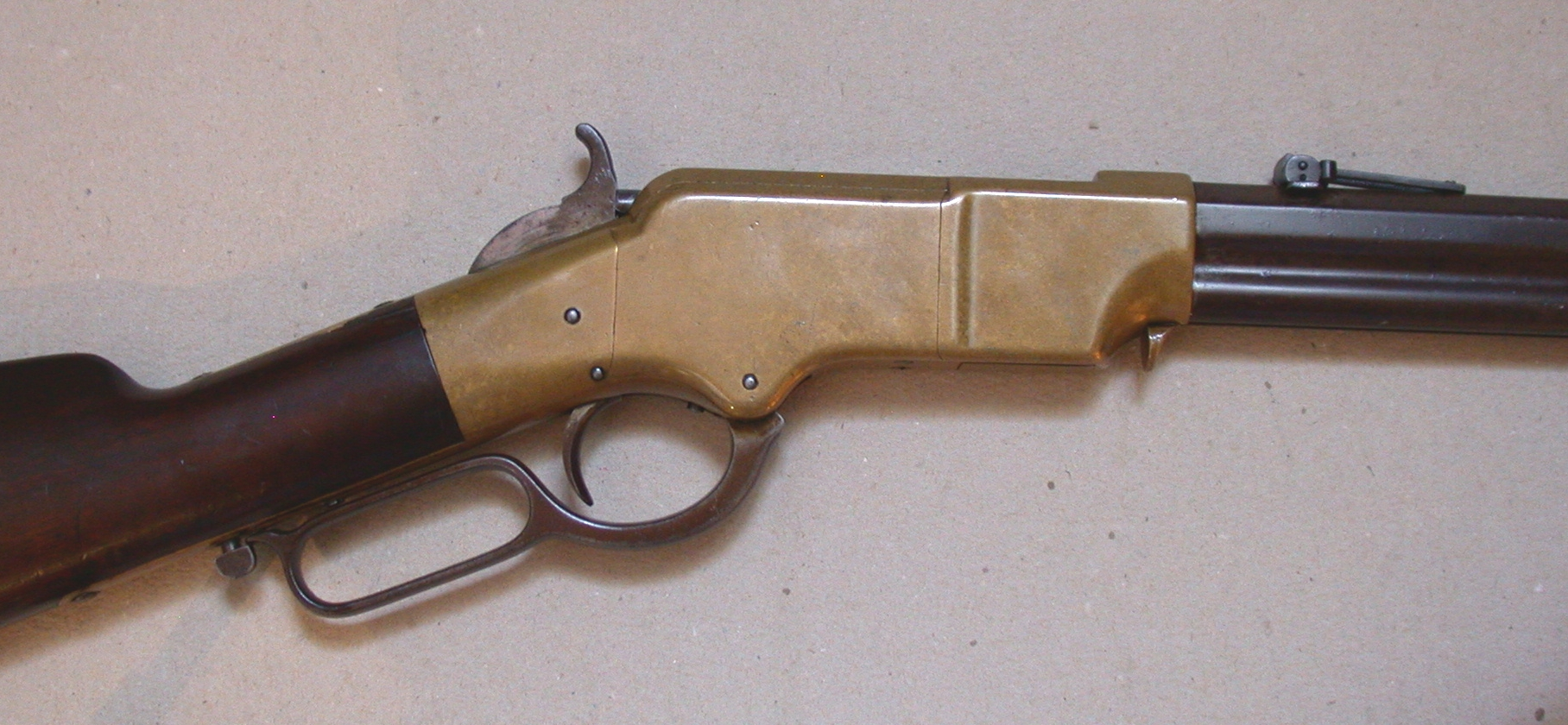
ヘンリー銃のレシーバー（機関部）

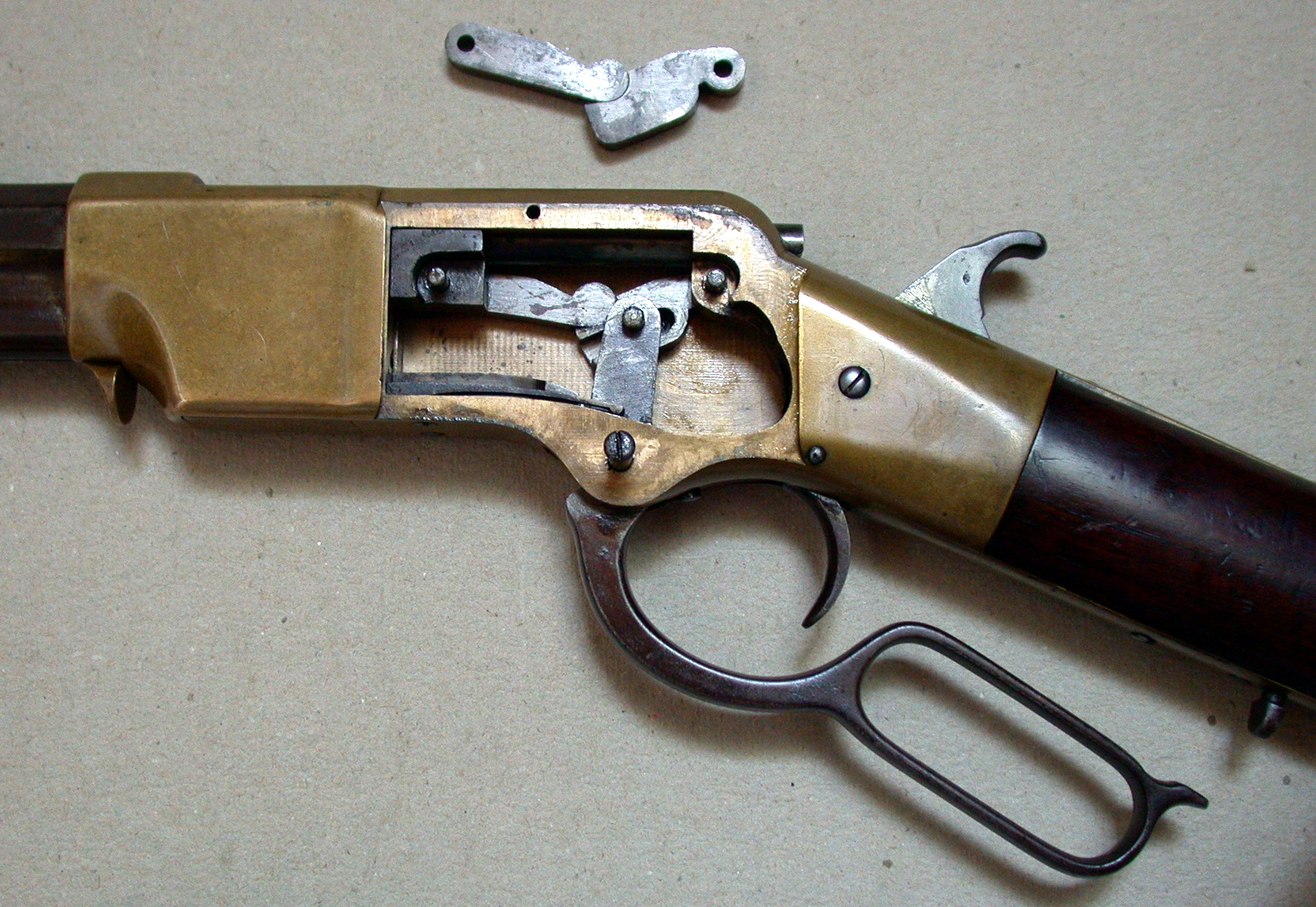
開放状態のレシーバーと装填レバーとトグルジョイント

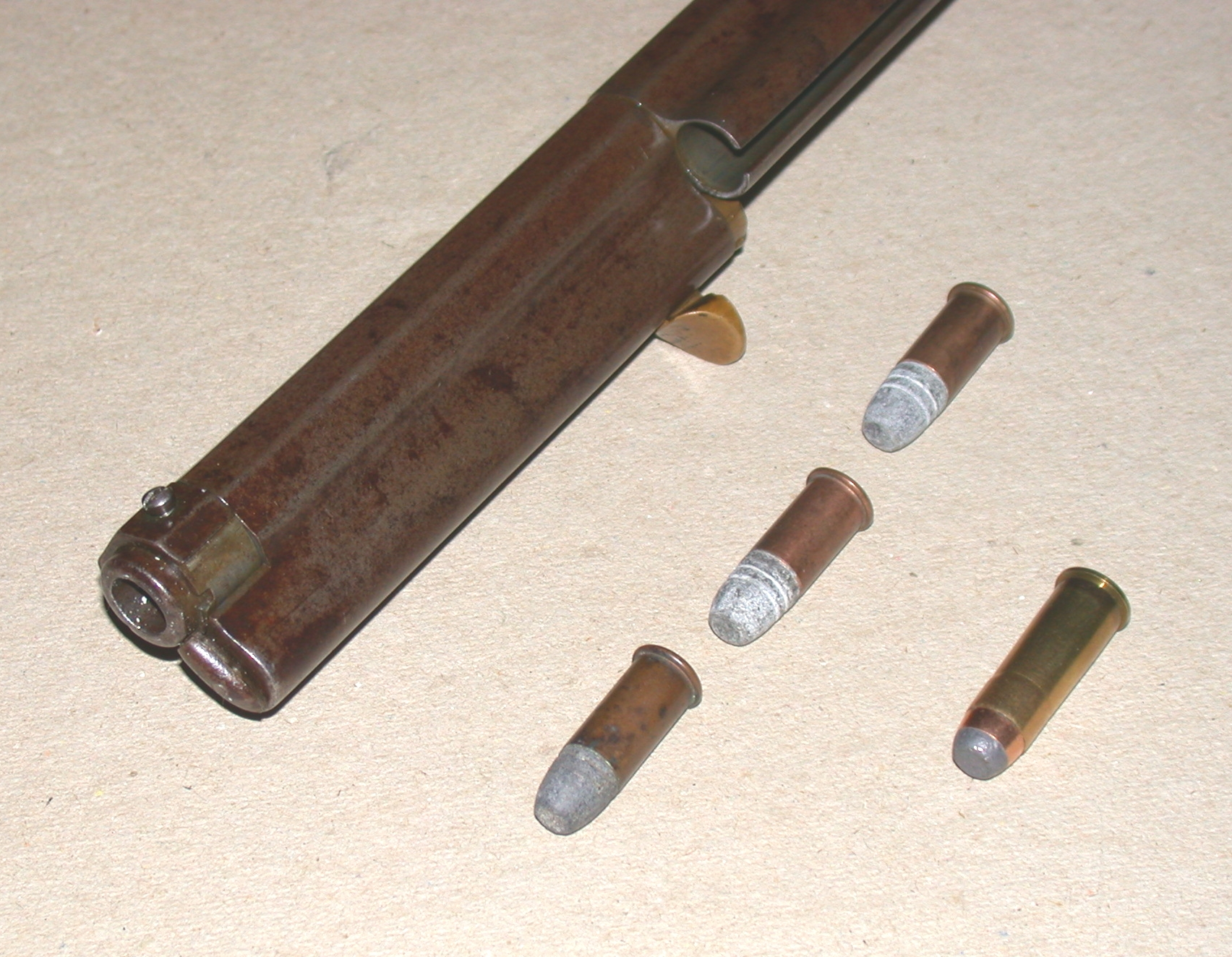
開放状態の装填スリーブとヘンリー平頭弾3発と.44WCF弾（比較用）

ヘンリー銃は26-28グレイン（1.7-1.8g）の黒色火薬の44口径弾を使用した。このことでスペンサー銃など同時代の他の連発銃と比較して初速とエネルギーが著しく低かった。レバー（アクション）を下げると薬室から空薬莢が排出され、撃鉄が起こされた。弾倉内のスプリングは次の弾を薬室に送り込み、レバーを元の位置に戻すと薬室後部が閉じてライフル銃が発射可能な状態になる。このライフル銃は設計上それほど安全な武器ではなかった。使用中でないときには、ヘンリー銃の撃鉄は起こしておくか実包の縁（リム）に当てておくかしかなかった。前者の場合、ライフル銃には安全装置がないので発射可能状態であったし、後者の場合には露出している撃鉄ハンマーの後部に衝撃が与えられると薬室内の弾が発射される可能性があった。
弾倉は16発を装填可能なチューブマガジン状だが、スプリングで弾丸を抑えるストッパーの移動用にチューブ下部へカーテンレール状の溝が走っているため、弾倉は完全には密閉されておらず、ここから汚れが機関部へ入る恐れが高かった（後に発売されたウィンチェスターM1866は弾倉を完全密閉化して対処している）。弾丸の装填はストッパーを押し上げた後にスライドさせて装填口を露出させ、前方より行うが、これは途中給弾に不便な構造であった（これもM1866では機関部右側面にバネ式の装填口を取り付けて、途中給弾が容易に行えるように改良されている）。

## 現在の生産状況

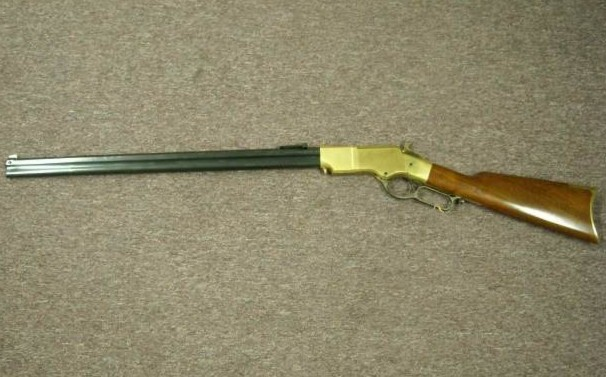
ヘンリー銃のレプリカ

イタリアのウベルティ・ファイアアームズ社がM1860 ヘンリー・ライフルのほぼ完璧なコピーモデルを生産しているが、オリジナルと同一の口径ではなく.44-40 ウィンチェスターや.44 ロングコルトといった口径に変更され、ネイビー・アームズ社を通して市場に出回っている。
また、1973年にアイバー・ジョンソン社を買収し、U.S.M1カービンの商用モデルを生産していたルイス・インペラートは1993年に、新たな再現ブランドであるヘンリー・リピーティング・アームズ社の名の下、インペラートの生まれ故郷であるニューヨークのブルックリンに22口径ライフルを生産する工場を設立しているが、このメーカーで生産されているレバーアクション式銃はこの項目で説明されている南北戦争時の物では無く、後のマーリン銃に類するものである。

## メディアへの出演
多くの西部劇の映画とテレビ番組にて、M92やM73、M94といったウィンチェスター社製のライフルがフォアエンドを外された上で「ヘンリー銃」として扱われているのが散見できる。通常、これらの銃はガンマニアの間では「ハリウッド・ヘンリー」と呼ばれ、グレゴリー・ペック主演の映画『レッド・ムーン』などで使われているのを確認でき、劇中のいくつかの場面において、ヘンリー銃には存在しないウィンチェスター銃特有の装填口を鮮明に目にする事ができる。